# Familia numerosa
Una familia numerosa es una familia en la que la cantidad de hijos supera o iguala la cantidad fijada en un país o territorio para ser considerada como tal. El límite o número mínimo para que una familia sea considerada numerosas varía considerablemente a lo largo del tiempo y de un país a otro, existiendo además, diferentes grados según el número de hijos y otras circunstancias como discapacidad, familias monoparentales, progenitores viudos, etc. 
La consideración legal de familia numerosa suele ir asociada a ayudas sociales y económicas -subvenciones directas, bonificaciones en transporte, energía y otros consumos básicos, becas de estudios y vacaciones así como diversas desgravaciones fiscales-.

## Familia numerosa por países

### Familia numerosa en España
En España una familia numerosa es aquella que tiene 3 hijos siempre y cuando se cumplan una serie de requisitos, como son la dependencia económica, la nacionalidad, la edad, el sueldo o el estado civil. Igualmente se considera familia numerosa a aquella monoparental (por ejemplo por divorcio o viudedad) con dos hijos, comunes o no, siempre que, al menos uno de ellos, sea discapacitado o esté incapacitado para trabajar.
Hay diferentes tipos de familias numerosas: especiales (por lo general con un mínimo de cinco hijos) y generales.

#### Historia
La cantidad de hijos para considerar a una familia numerosa se ha reducido paulatinamente en España desde que se introdujo la subvención mediante la Ley del 1 de agosto de 1941, que se reformaría poco después el 13 de diciembre de 1943. En esta ley se consideraba a una familia numerosa cuando:

“al cabeza de familia, el cónyuge si lo hubiere y cuatro o más hijos legítimo o legitimados, solteros, menores de dieciocho años o mayores incapacitados para el trabajo”.

Las condiciones para considerar una familia numerosa se fueron reduciendo, o bien, nuevos caso se contemplaron como válidos hasta que en la Ley 42 del 30 de diciembre de 1994 se rebajó la cantidad de hijos a tres.

#### Ventajas
En España las familias numerosas cuenta con descuentos en tarifas de transporte y condiciones ventajosas a la hora de recibir becas, viviendas protegidas o acceso a locales de la administración como pueden ser los albergues.

#### Familia numerosa en el sector privado
El carácter de familia numerosa se relaciona principalmente con subvenciones estatales, si bien, existen empresas privadas que también premian esa condición con descuentos o condiciones especiales. Su reconocimiento, en general, se basa en la legislación propia del país.

### Familia numerosa en México
En México existe un vacío legal referente a las familias numerosas, el gobierno ni las autoridades como el Consejo Nacional de Población (CONAPO), han emitido algún pronunciamiento, propuesta de ley, norma o política referente a cuantos hijos debe tener una familia nuclear para poder ser considerada como familia numerosa.
Sin embargo, desde iniciativas de la sociedad civil organizada en la Federación de Familias Numerosas de México y otras asociaciones afiliadas, hay un consenso que considera como la Familia Numerosa a aquella familia nuclear que tiene al menos 4 hijos dependientes económicos. Además de incluir otras familias no tan numerosas, pero que enfrentan situaciones familiares que requieren un esfuerzo extraordinario de los padres para asegurar el bienestar familiar.
En este caso se entiende como hijos dependientes económicos, con base en los términos del Artículo 501 de la Ley Federal del Trabajo y de los Artículos 64, 84, 138 y 264 de la Ley del Seguro Social. Es decir:

“los hijos menores de dieciocho años y los mayores de esta edad si tienen una incapacidad de cincuenta por ciento o más, así como los hijos de hasta veinticinco años que se encuentran estudiando en algún plantel del sistema educativo nacional; en ningún caso se efectuará la investigación de dependencia económica, dado que estos reclamantes tienen la presunción a su favor de la dependencia económica”.

#### Historia
Como se menciona anteriormente, el gobierno de México no ha realizado esfuerzos concretos por atender este sector de la población, en el año 2007 se formuló una propuesta de "Ley de Protección de las Familias Numerosas" aunque no prosperó.
La Federación de Familias Numerosas de México se fundó en el año 2017 y congrega asociaciones del Familias Numerosas de todo México.